# Itaigara
Itaigara é um bairro brasileiro localizado na parte sudeste da cidade de Salvador, na Bahia. Encontra-se em uma região nobre da capital baiana, habitada principalmente por pessoas com alto poder aquisitivo. Foi inicialmente um loteamento da Pituba, mas devido ao seu crescimento e desenvolvimento tornou-se um bairro independente. Limita-se com os bairros da Pituba, Santa Cruz, Caminho das Árvores e Brotas. Pela localização estratégica, os congestionamentos são comuns no Itaigara.
Predominantemente residencial e de serviços, cercado por praças e modernos edifícios, o Itaigara conta com shoppings, centros médicos, hotéis, supermercados, escolas, etc. O complexo comercial é formado especialmente por centros de compras que concentram as lojas e serviços oferecidos no bairro: são o Shopping Itaigara, o Shopping Cidade, o Tricenter (formado pelo Pituba Parque Center, o Tropical Center e Max Center), e o Paseo Itaigara. O bairro tem como sua principal via de acesso a Avenida Antônio Carlos Magalhães (ACM), onde estão os principais empreendimentos e cuja paisagem, nesse trecho da avenida no bairro, é predominada por prédios, com exceção do Parque da Cidade Joventino Silva. Apesar disso, algumas casas ainda podem ser encontradas em ruas internas do bairro.
O bairro é predominante de casas, diferente dos outros bairros de Classe Média Alta de Salvador, que em sua maioria, tem edifício residenciais de prédios. 
Apresentava em 2004 o Índice de Desenvolvimento Humano (IDH) maior que o da Noruega, líder dentre os países.
Há a localidade chamada Alto do Itaigara, uma área ainda mais privilegiada do bairro com empreendimentos residenciais de alto-padrão.

## Etimologia
Deve-se seu nome à origem tupi e significa "canoa de pedra" (ita: "pedra"; igara: "canoa"). Em homenagem à inspiração indígena, há no bairro o condomínio residencial de torre única chamado Edifício Pedra da Canoa, na rua Anísio Teixeira.

## História
O bairro surgiu da divisão da antiga Fazenda Pituba que pertenceu a Joventino Pereira da Silva e seu cunhado Manoel Dias da Silva, que compraram no início do século XX a área que deu origem aos bairros da Pituba, Itaigara e Caminho das Árvores. A urbanização do bairro é atribuída ao filho de Joventino Silva, João Batista Santos. Os primeiros prédios altos foram construídos na rua Antônio Monteiro: Alamo, São Mateus e São Lucas.
O Shopping Itaigara foi inaugurado em 1980. Com três pavimentos e 38 mil metros quadrados de área, maior do bairro, ele impulsionou o que antes era um loteamento, consolidando-o como bairro. Esse centro de compras contrasta com o mais novo: o Shopping Paseo Itaigara. Este inaugurado em 2008, foi construído sob inspiração de empreendimentos californianos e é caracterizado por oferecer "um programa mais tranquilo".

## Demografia
Foi listado como um dos bairros menos perigosos de Salvador, segundo dados do Instituto Brasileiro de Geografia e Estatística (IBGE) e da Secretaria de Segurança Pública (SSP) divulgados no mapa da violência de bairro em bairro pelo jornal Correio em 2012. Ficou entre os bairros mais tranquilos em consequência da taxa de homicídios para cada cem mil habitantes por ano (com referência da ONU) ter alcançado o nível mais baixo, com o indicativo "0", sendo um dos melhores bairros na lista.